# BM Valladolid
A Club Balonmano Valladolid (CBM VAlladolid) egy spanyol férfi kézilabdacsapat Valladolidban.

## Sikerei
- Spanyol kupa: 2-szeres győztes
  - 2004/05, 2005/06
- Copa Asobal: 1-szeres győztes
  - 2002/03